# ثعلبة بن سعد
ثَعْلَبَةُ بن سَعْد بن مالك أو ثَعْلبَةُ بنُ ساعِدَة بن مالِك بن خالد بن ثعلبة بن حارثة بن عمرو بن الخزرج بن ساعدة بن كعب بن الخزرج الأكبر بن ثعلبة الأنصاري، هو صحابي من الأنصار، ومن شهداء غزوة أحد، وهو عم أبي حميد الساعدي، وأخو سهل بن سعد الساعدي، أمه هند بنت عَمرو مِنْ بني عُذرةَ مِنْ قضَاعَة، روى أخوه سهل بن سعد أنه شهد غزوة بدر، بينما لم يرد ذكره فيمن شهد تلك الغزوة عند ابن إسحاق من بني ساعدة. وشهد ثعلبة بن سعد أُحدًا، وقُتل يومئذ شهيدًا في شوال في السنة الثالثة الهجرة، ولم يعقب.